# Lachlan Norris
Pour les articles homonymes, voir Norris.
Lachlan Norris, né le 21 janvier 1987 à Kalgoorlie, est un coureur cycliste australien.

## Biographie
En 2014 il devient membre de l'équipe continentale professionnelle Drapac qui prolonge son contrat en fin d'année.

## Palmarès en VTT
- 2005
  -  Champion d'Australie de cross-country juniors
- 2006
  - 3e du championnat d'Australie de cross-country espoirs
- 2007
  - 3e du championnat d'Australie de cross-country espoirs
- 2009
  -  Champion d'Océanie de cross-country espoirs
  -  Champion d'Australie de cross-country espoirs
  -  Médaillé d'argent au championnat d'Océanie de cross-country
- 2010
  -  Médaillé d'argent au championnat d'Océanie de cross-country
  - 2e du championnat d'Australie de cross-country espoirs
- 2012
  -  Médaillé d'argent au championnat d'Océanie de cross-country

## Palmarès sur route

### Par années
- 2006
  - 2e du Tour de Bright
- 2010
  - 3e et 6e étapes du Tour de Nouvelle-Calédonie
  - 2e du Tour de Wellington
  - 2e du Tour de Nouvelle-Calédonie
  - 2e du Tour de Bright
- 2012
  - Tour de Tasmanie :
    - Classement général
    - 4e étape
- 2013
  - 3e du Lincoln Grand Prix
- 2014
  -  Médaillé de bronze au championnat d'Océanie du contre-la-montre
- 2015
  - Baw Baw Classic
  - 7e étape du Tour de l'Utah

### Classements mondiaux
| Année            | 2010 | 2011  | 2012 | 2013 | 2014 | 2015 |
| ---------------- | ---- | ----- | ---- | ---- | ---- | ---- |
| UCI America Tour |      |       |      |      | 333e | 32e  |
| UCI Asia Tour    |      | 184e  |      |      | 108e |      |
| UCI Europe Tour  |      | 1198e |      |      |      |      |
| UCI Oceania Tour | 15e  | 11e   | 36e  |      | 33e  | 37e  |